# O que a Tartaruga falou para Aquiles
"O que a tartaruga falou para Aquiles", escrito por Lewis Carroll em 1895 para o jornal filosófico Mind, é um curto dialogo que problematiza os fundamentos da lógica. O título é uma alusão a um dos paradoxos do movimento de Zenão de Eléia que diz que Aquiles poderia nunca ultrapassar a tartaruga em uma corrida. Na conversação de Carroll, a tartaruga desafia Aquiles a usar a força da lógica para o fazer aceitar a conclusão de um simples argumento dedutivo. Por fim, Aquiles fracassa, pois a esperta tartaruga o leva a uma regressão infinita.

## Resumo do diálogo
A discussão começa considerando o seguinte argumento lógico:
- A: “Coisas que são iguais à mesma coisa são iguais entre si” (relação euclidiana, a forma mais fraca da propriedade transitiva)
- B: “Os dois lados desse triângulo são coisas que são iguais à mesma coisa”
- Logo Z: “Os dois lados desse triângulo são iguais entre si”

A Tartaruga pergunta a Aquiles se a conclusão segue logicamente das premissas, e Aquiles diz que ela obviamente segue. A tartaruga então pergunta a Aquiles se pode haver um leitor de Euclides que garante que o argumento é logicamente válido, como uma sequencia, enquanto negando que A e B são premissas verdadeiras. Aquiles aceita que pode existir algum leitor que confirme isso e que ele afirmaria que se as premissas A e B forem verdadeiras, então Z deve ser também verdadeira enquanto não ainda aceitando que A e B são verdadeiras. (Um leitor que nega as premissas.)
A Tartaruga então pergunta para Aquiles se um segundo tipo de leitor pode existir, que aceita que A e B são verdadeiras mas que ainda não aceita o princípio de que se A e B forem verdadeiras então Z deve também ser verdadeira, possa existir. Aquiles garante à Tartaruga que esse tipo de leitor pode também existir. A Tartaruga pede a Aquiles para tratar a tartaruga como esse segundo tipo de leitor. Aquiles agora deve, usando a lógica, convencer a Tartaruga a aceitar que Z deve ser uma premissa verdadeira. (A Tartaruga é um leitor que rejeita o argumento em si; a conclusão, a estrutura ou a validade do silogismo.)
Depois de anotar A, B e Z em uma folha, Aquiles pede para a Tartaruga aceitar a hipótese:
- C: "se A e B forem verdadeiras, Z deve ser verdadeira"

A Tartaruga concorda em aceitar C caso Aquiles anote na folha essa premissa, criando um novo argumento:
- A: "Coisas que são iguais à mesma coisa são iguais entre si" (relação euclidiana, a forma mais fraca da propriedade transitiva)
- B: "Os dois lados desse triângulo são coisas que são iguais à mesma coisa”
- C: "se A e B forem verdadeiras, Z deve ser verdadeira"
- Logo Z: “Os dois lados desse triângulo são iguais entre si"

Mas agora que a Tartaruga aceitou a premissa C, ainda continua sem aceitar o argumento expandido. Quando Aquiles declara que “Se você aceitar A, B e C, você tem que aceitar Z,” a tartaruga observa que isso é outra proposição hipotética e sugere que mesmo que aceite C, as hipótese ainda poderiam falhar em concluir Z se não visse a verdade em:
- D: “Se A, B e C forem verdadeiros, Z deve ser verdadeira também”

A Tartaruga continua aceitando cada premissa hipotética que Aquiles está anotando, mas nega que a conclusão segue das premissas já que cada vez que nega a hipótese que se todas as premissas escritas até o momento são verdadeiras, Z também é verdadeira:
“E, finalmente, nós temos que acabar com essa “corrida”! Agora que você aceita A, B, C e D, obviamente você aceita Z.”
“Aceito?” Falou a tartaruga inocentemente. “Vamos deixar isso bem claro. Eu aceito A, B, C e D. Suponha que eu ainda negue Z.”
“Então a lógica teria que a forçar a aceitar” Aquiles falou com orgulho. “Lógica iria lhe dizer, ‘Você não pode recusar, agora que você confirma A, B, C e D, é obrigada a aceitar Z!’ Então você não tem escolha, entende?”
“Qualquer lógica é boa o suficiente para me dizer que vale a pena anotar,” falou a tartaruga. “Então anote tudo no seu caderno, por favor.
(E) Se A, B, C e D forem verdade, Z tem que ser verdade.
Enquanto eu aceitar isso, claro que não preciso aceitar Z. É um passo necessário, entende?”
“Entendi,” falou Aquiles; e tinha um toque de tristeza no tom de voz dele.
Sendo assim, a lista de premissas continua a aumentar sem fim, deixando o argumento sempre na forma seguinte:
- (1): “Coisas que são iguais a mesma coisa são iguais entre si”
- (2): “Os dois lados desse triângulo são coisas iguais a mesma”
- (3): “(1) e (2) {\displaystyle \rightarrow } (Z)
- (4): (1), (2) e (3) {\displaystyle \rightarrow } (Z)
- (n): (1), (2), (3), (4), ... e (n-1) {\displaystyle \rightarrow } (Z)
- Logo (Z): “Os dois lados desse triângulo são iguais entre si

Nesse passo, a tartaruga argumenta que mesmo que aceite todas as premissas que já foram escritas, sempre vão haver novas premissas a serem escritas no caderno (Isso se todas da (1) até (n) forem verdadeiras, então (Z) tem que ser verdade) isso ainda precisa ser aceito antes de confirmar que (Z) é verdadeiro.

## Explicação 1
Lewis Carroll estava mostrando que nesse caso existe um problema que vem das deduções no estilo modus ponens.
{\displaystyle {\frac {P\to Q,\;P}{\therefore Q}}}
O problema descrito acontece por que um principio necessário para explicar logicamente, o modus ponens, é explicado por um outro princípio que é usado para explicar o princípio anterior. Logo, se a corrente continuar o argumento cai em um loop infinito. No entanto, se o sistema formal é introduzido onde modus ponens é simplesmente uma regra de inferência definida pelo sistema. Por exemplo, xadrez tem algumas regras que os jogadores precisam respeitá-las sem perguntar o motivo para que o jogo aconteça normalmente. Desse mesmo jeito, um sistema formal de lógica é definido por regras que precisam ser seguidas por definição, sem questionamento. Tendo um sistema formal de lógica bem definido, o loop infinito nunca acontecerá.
Entretanto, a história também aponta para problemas com essa solução por que, dentro do sistema, nenhuma proposição ou variável leva qualquer conteúdo semântico. A partir do momento que qualquer proposição ou variável receber um valor semântico, o problema volta novamente por que esse valor é executado fora do sistema lógico. Logo, se a solução e dita para funcionar, então é para funcionar dentro desse sistema formal, sem exceções.
Alguns especialistas em Lógica (Kenneth Ross, Charles Wright) fazem uma firme distinção entre o conectivo condicional ({\displaystyle \rightarrow }) e a relação de implicação ({\displaystyle \Rightarrow }). Eles usam a frase não p ou q para o conectivo condicional e o termo implica para a relação de implicação. Algumas pessoas explicam a diferença dizendo que a condicional é uma relação contemplada enquanto a implicação é uma relação de afirmação. Na maioria dos campos da matemática, esse caso é tratado como uma variação no uso do símbolo “{\displaystyle \Rightarrow }”, sem precisar dos dois símbolos. Nem todos que usam “{\displaystyle \rightarrow }” como conectivo de condicional que denota qualquer tipo de objeto, mas sim tratá-lo como um sinal sincategoremático, ou seja, um sinal de função puramente sintática. Prezando a clareza e simplicidade, é conveniente usar “{\displaystyle \Rightarrow }” mas continuar usando “{\displaystyle \rightarrow }” para funções booleanas, que é associada com a tabela verdade.
Essas considerações resultam no esquema seguinte.
{\displaystyle {\begin{matrix}p\rightarrow q&\quad &\quad &p\Rightarrow q\\{\mbox{not}}\ p\ {\mbox{or}}\ q&\quad &\quad &p\ {\mbox{implies}}\ q\end{matrix}}}
O paradoxo para de existir a partir do momento que lógica informal é substituída por proposicional. A tartaruga e Aquiles não chegaram a um acordo em qualquer definição de implicação lógica. Na lógica proposicional a implicação lógica é definida como: P {\displaystyle \Rightarrow } Q se e somente se a proposição P {\displaystyle \rightarrow } Q é tautologia.
Com modus ponens, [P ∧ (P → Q)] ⇒ Q, é uma implicação lógica válida de acordo com a definição descrita acima. Não tem nenhuma necessidade de recursão já que a implicação lógica pode ser traduzida para símbolos e operadores proposicionais como {\displaystyle \rightarrow }. Demonstrando a implicação lógica que simplesmente traduz para a verificação de que a tabela verdade produz uma tautologia.

### Explicação2
Tanto os axiomas quanto as regras de inferência fazem parte da definição dos sistemas formais. Assim, é presumida a aceitação dos axiomas como verdades que não precisam ser provadas bem como das regras de inferência que são permitidas para produzir derivações consideradas válidas.
No texto a Tartaruga, continuamente, questiona a própria regra de inferência utilizada que deveria ter sido aceita previamente às derivações. Nenhuma outra regra de inferência R é apresentada tal que se pudesse, utilizando R, mostrar que a regra modus ponens acarreta resultados completos e corretos.
Um dos méritos do texto é exatamente o de ilustrar a necessidade da aceitação prévia das regras de inferência.
No cerne da criação e do desenvolvimento da lógica está a discussão de quais regras de inferência são válidas e quais não são. Sem esta definição previa, boa parte das discussões pode nunca chegar a termo, posto que as regras de inferência poderiam ser questionadas quando acarretassem conclusões indesejáveis para alguma das partes envolvidas na discussão.

## Discussão
Muitos filósofos tentaram resolver o paradoxo de Carroll. Bertrand Russell discutiu rapidamente o paradoxo em § 38 of The Principles of Mathematics (1903), fazendo diferença entre implicação (relacionado com a forma “se p, então q”), que ele dizia ser uma relação entre proposições não formalizadas e inferências (associadas com a forma “p, então q”), que ele dizia ser uma relação entre proposições formalizadas, com essa distinção feita, Russell podia negar que a tentativa da tartaruga de mostrar a inferência que desejava.
O filósofo Wittgesteiniano Peter Winch discutiu o paradoxo na A ideia de uma Ciência Social e sua relação com Filosofia (1958), onde ele argumentou que o paradoxo mostrava que “o processo atual de inferência, que depois de tudo no coração da lógica, é algo que não pode ser representado por uma formula lógica... Aprendendo a inferir não é apenas algo que se ensina sobre relações lógicas entre proposições; é aprendendo a fazer alguma coisa” (p. 57).
De acordo com Penelope Maddy, o dialogo de Carroll é aparentemente a primeira descrição de um obstaculo ao convencionalismo na verdade lógica. E foi refeito com maior fidelidade lógica por W. O. Quine.